# Володин, Александр Александрович (шахматист)
Алекса́ндр Алекса́ндрович Воло́дин (род. 10 декабря 1990, Кохтла-Ярве) — эстонский шахматист, гроссмейстер (2011).
Чемпион Эстонии 2019, 2021, 2022 и 2024 года.
В составе национальной сборной участник 3-х олимпиад (2006—2010)
Участник 49-го чемпионата мира среди юниоров (2010) в г. Хотове и 3-х Кубков европейских клубов в составе клубов «Joensuun SK» (2006) и «Team Viking Stockholm» (2010, 2012).

## Изменения рейтинга
| Графики недоступны из-за технических проблем. См. информацию на Фабрикаторе и на mediawiki.org. |